# Староалександровка
Староалекса́ндровка (рос. Староалександровка) — село у складі Бузулуцького району Оренбурзької області, Росія.

## Населення
Населення — 640 осіб (2010; 701 у 2002).
Національний склад (станом на 2002 рік):
- росіяни — 89 %